# Karl Ihmels
Karl Ihmels (* 2. April 1941 in De Bilt, Niederlande) ist ein deutscher Politiker (SPD) und Jurist. Er war von 1985 bis 1994 hauptamtlicher Erster Kreisbeigeordneter und von 1994 bis 2006 Landrat des Lahn-Dill-Kreises.

## Leben
Nach Abschluss der achtjährigen Volksschule absolvierte Ihmels eine Ausbildung zum einfachen Postdienst und arbeitete danach in verschiedenen Postämtern. Nach einem Kurzbesuch der Abschlussklasse einer Mittelschule und einem Dreijahreskurs am Abendgymnasium Oldenburg legte er 1962 die Reifeprüfung ab. Dem Jurastudium kombiniert mit Volkswirtschaftslehre in Marburg folgte eine kurze Tätigkeit als wissenschaftlicher Mitarbeiter an der Justus-Liebig-Universität Gießen sowie die Referendarausbildung im Oberlandesgerichtsbezirk Frankfurt am Main. Ab 1973 arbeitete Ihmels als Abteilungsleiter beim Landkreis Wetzlar, beim Lahn-Dill-Kreis, beim Landkreis Gießen und beim Regierungspräsidium Gießen und erarbeitete parallel seine Dissertation, mit der er 1980 am Juristischen Fachbereich der Universität Bremen zum Dr. jur. promoviert wurde.
Ihmels ist verheiratet und hat mit seiner Ehefrau drei Kinder.
Derzeit ist Ihmels Rechtsanwalt und geschäftsführender Gesellschafter der Ecoconsil Verwaltungs-GmbH als Holding dreier Projektgesellschaften auf dem Gebiet der Windparkentwicklung. Daneben betätigt er sich beratend auf dem Sektor Energie und Umwelt und widmet sich schwerpunktmäßig der Frage intensiverer Nutzung des Zusammenhangs von Abfallwirtschaft und Energie durch den Einsatz eines modernen Pyrolyseverfahrens. U. a. geht es ihm dabei um den ökologisch und ökonomisch optimierten Einsatz des aus Hausmüll gewonnenen Trockenstabilats. Seit 2017 führt Ihmels als geschäftsführender Gesellschafter das Start Up Ecolingual UG mit dem Ziel, den Sprachunterricht „Deutsch für Ausländer“ in den Markt einzubringen. Es handelt sich um eine videokonferenzbasierte Optimierung des überkommenen 1:1-Privatunterrichts, der dadurch unter Beibehaltung der motivierenden Kraft der Lehrperson leistungsfähiger und bezahlbar würde.

## Veröffentlichungen
Seit seiner Studentenzeit begleitete Ihmels seine Aktivitäten schriftstellerisch. Als aktiver Sportler untersuchte er in seiner ersten Buchveröffentlichung „Sport und Spaltung in der Politik der SED“ (Köln 1965) die politische Ausrichtung des DDR-Sports und analysierte anschließend in einem Zeitschriftenbeitrag die Parallelproblematik des westdeutschen Sports. Dem folgte aufgrund einer seiner Meinung nach unbewältigten Aufgabenstellung während der Referendarausbildung die Dissertation „Das Recht auf Urlaub“ (Königstein 1981) mit einer grundsätzlichen Kritik an der aus der NS-Zeit herübergeretteten patriarchalischen rechtsdogmatischen Einordnung seitens des Bundesarbeitsgerichts. Als Leiter der Abteilung Regionalplanung beim Regierungspräsidium Gießen kommentierte Ihmels gemeinsam mit seinem Kollegen Michael Köppl das hessische Landesplanungsgesetz (Köln 1983). In seiner Verantwortung für die Abfallwirtschaft des Lahn-Dill-Kreises schließlich legte Ihmels unter dem Titel „Perspektiven kommunaler Entsorgungspraxis“ (Berlin 1994) die Grundlagen für das Abfallwirtschaftskonzept des Lahn-Dill-Kreises dar. Darüber hinaus hielt er Vorlesungen zu Fragen des Umwelt- und Energierechts und veröffentlichte in Fachzeitschriften und Sammelbänden Beiträge zu diesen Themen sowie zum kommunalen Rechnungswesen.

## Politik
Karl Ihmels ist Mitglied der SPD und gehört dem Vorstand der SPD Wetzlar Mitte an. Er ist seit 2006 Stadtverordneter in Wetzlar.

### Tätigkeit als Hauptamtlicher Kreisbeigeordneter und Landrat
In den Jahren 1985 bis 2006 wurden unter der persönlichen Verantwortung von Ihmels neben dem Geschäft der laufenden Verwaltung unter Einschluss von Schul- und Straßenbauten die folgenden Projekte realisiert:
- Rekonstruktion der stillgelegten Eisenerzgrube „Fortuna“ in Solms und Ausbau zu einem Grubenmuseum mit Demonstration des gesamten Arbeitsablaufs unter Tage einschließlich des Fahrbetriebs
- Bau der Aartalsperre
- Zusammenführung der Krankenhäuser Dillenburg und Herborn in einem Neubau am Standort Dillenburg
- Aufbau und Weiterentwicklung der Abfallwirtschaft mit einer untertunnelten Deponie, frühzeitiger flächendeckender Getrennterfassung von Wertstoffen und der pilothaften Einführung der Boxenkompostierung sowie des Trockenstabilatverfahrens zur Restmüllentsorgung, eines Verfahrens, das die häusliche Getrennterfassung und damit den „gelben Sack“ ersetzen könnte und mittlerweile außerhalb Deutschlands in großen Anlagen zum Einsatz kommt (u. a. geplant und errichtet durch die Red Wave GmbH, Wetzlar)
- Pilothafte Ablösung des kameralistischen Rechnungswesens durch Einführung der Doppik und darauf basierender Neuer Verwaltungssteuerung einschließlich der Erarbeitung der Grundlagen für das hessische doppische kommunale Haushaltsrecht

| Personendaten    | Personendaten                        |
| ---------------- | ------------------------------------ |
| NAME             | Ihmels, Karl                         |
| KURZBESCHREIBUNG | deutscher Politiker (SPD) und Jurist |
| GEBURTSDATUM     | 2. April 1941                        |
| GEBURTSORT       | De Bilt, Niederlande                 |